# HD 144690
HD 144690，又名CD-2511369，SAO 184144、HR 6001，是一颗恒星，视星等为5.38，位于銀經348.63，銀緯18.62，其B1900.0坐标为赤經16h 2m 1.8s，赤緯-26° 18.62′ 32″。